# Will O’Connell
Will O’Connell ist ein irischer Schauspieler.

## Leben
O’Connell machte einen Bachelor of Arts in Drama and Theatre Studies am Trinity College Dublin.
2008 hatte O’Connell in dem Film Situations Vacant seinen ersten Auftritt. 2009 erhielt er eine Rolle in im Film Herzenssehnsucht in der deutschen Fernsehreihe Rosamunde Pilcher. 2012 erhielt er seine erste wiederkehrende Rolle in der Fernsehserie Execution. 2019 hatte O’Connell in drei Folgen der Miniserie Charles I: Downfall of a King eine Rolle inne. Der Film In Gewahrsam war bei der Oscarverleihung 2019 als Bester Kurzfilm nominiert.

## Filmografie
- 2008: Situations Vacant
- 2009: Rosamunde Pilcher (Fernsehserie, Folge 1x85 Rosamunde Pilcher: Herzenssehnsucht)
- 2010: Parked – Gestrandet (Parked)
- 2012: Execution (Fernsehserie, 2 Folgen)
- 2013: Moonfleet (Miniserie, Folge 1x01)
- 2013, 2015: Game of Thrones (Fernsehserie, 2 Folgen)
- 2015: Red Rock (Fernsehserie, 2 Folgen)
- 2016: Out of Innocence
- 2017: Little Women (Miniserie, Folge 1x03)
- 2018: In Gewahrsam (Detainment, Kurzfilm)
- 2019: Charles I: Downfall of a King (Miniserie, 3 Folgen)
- 2020: Miss Scarlet and The Duke (Fernsehserie, Folge 1x06)
- 2022: Moonhaven (Fernsehserie, Folge 1x03)
- 2023: SisterS (Fernsehserie, Folge 1x05)
- 2023: Queen Charlotte: Eine Bridgerton-Geschichte (Queen Charlotte: A Bridgerton Story, Miniserie, Folge 1x04)
- 2023: Top Boy (Fernsehserie, Folge 5x04)